# さくらんぼ。
『さくらんぼ。』は、芳原のぞみによる日本の4コマ漫画作品。『まんがホーム』（芳文社）にて、2006年7月号に掲載された後、同年9月号より2012年1月号にかけて連載。高校生の娘と寿司屋を営む父、娘に想いを寄せる同級生の少年を中心に展開される作品で、煽り文句は「下町人情ラブコメ」。
芳原の代表作品である『天使な小悪魔』に続いて発表された4コマ漫画で、本作とは舞台や登場人物等の設定もリンクしており、『まんがタイムラブリー』2010年5月号掲載の番外編では、両作品のキャラクターが共演した。

## 登場人物
田中さくら（たなか さくら）
本作の主人公で、「たなか寿司」の一人娘の高校生。10年前に亡くなった母の代わりに父を助けて店を守ろうと、店の手伝いから家の炊事洗濯掃除までするが、その腕前はみな壊滅的なほど下手なことに気づいていない。ただし、体調や機嫌が悪いときにはなぜか料理を含め、すべての仕事が父をしのぐほどの見事な出来になる。
学校の同級生らが距離を置いていた芸能人のレイにも気さくに友人付き合いする純真な性格だが、そのレイが自分に好意を寄せていることには気づいていない。
学校の成績はあまり良くないらしい。
田中としお（たなか としお）
さくらの父で、「たなか寿司」の板場を一人で切り盛りする寿司職人。さくらに対してはかなりの親馬鹿で、娘に近づくレイを敵視して、レイが来たときは彼の苦手な食べ物をわざと並べて勧めたりする。
さくらの料理や家事が下手なことは承知しているが、本人には黙っており、店の下ごしらえや家の掃除洗濯等は、さくらが学校に行った後にとしおがこっそりやり直している。営業時間中にさくらが作った料理も店には出さず、自分が作ったものとすり替えて客に出し、さくらの作った分は味を我慢して、としおが自分の食事として食べている。
レイ
人気バンドグループのボーカルを務めるアイドル歌手で、さくらの学校の同級生。
学校の女子生徒らには人気芸能人として遠巻きに囲まれ、男子生徒らにはバンドグループメンバーの肩書きからか不良のイメージで見られ、まともに友人付き合いしている生徒はさくらを含む数人ほど。
歌手以外に俳優としても活動し、演技では女優とのラブシーンもこなすが、自分が密かに想いを寄せるさくらに対してはまったくオクテで、告白できないでいる。しかし、としおには魚嫌いを我慢してまで娘に近づくレイの気持ちを見抜かれ、警戒されている。
たなか寿司にもよく来るが、実は寿司をはじめ魚料理はまったく苦手。その理由は、5歳の時に行った水族館でイルカのプールに落ちて溺れかけ、近づいたイルカの巨体にも驚き、以来、食べることはもとより、水槽の中にいる魚にもなるべく近づきたがらない。
寿司では魚を使わない卵の「玉寿司」（ぎょくずし）か、キュウリの「かっぱ巻き」なら食べることができる。
芸能活動に追われながらも、学校の成績は優秀、手先も器用で手芸もこなす。
田中菊子（たなか きくこ）
としおの妻で、さくらの母。10年前に交通事故で亡くなった。夫以上に江戸っ子らしい元気な女性だったが、自分が事故の際も夫は店を守るのが仕事と割り切って、夫を呼ぶようなそぶりも見せず、静かに旅立っていった。
亡くなった後もさくらのことなどで愚痴る夫を枕元で叱る。
かなりの大食漢で、としおの店に客として来た初対面でいきなり寿司を端から10個ずつ注文してきた強者。
遠子（とおこ）
さくらの同級生で、仲の良い友人。計算高い策士で、周囲でこじれる男女関係を見るのが楽しみという曲者。
漫画家志望らしく、学校のテスト用紙にまで答えより絵を描き込むほどのめり込んでいる。そのせいか、学校の成績はさくらより悪い。
みっちゃん
さくらの友人で、遠子と3人でいることが多い。3人の中でもっとも家庭的かつ常識人で、家では弟たちの世話や家事もこなしながら、学校の成績も優秀。
魚谷健太（うおたに けんた）
たなか寿司にネタの魚を卸している魚屋の息子。さくらの幼馴染で、年上の18歳。彼女に想いを寄せているが、さくら本人には仲の良い友人としてしか見られていないところはレイと同じ。もっとも、遠子やみっちゃん、母親の鰍にはあからさまに気づかれている。
魚谷鰍（うおたに かじか）
健太の母親で、魚屋の「魚谷屋」を営む女性。としおとは幼馴染。
夫は他に女性を作って別れたらしく、現在息子の健太と2人暮らし。

## 主な舞台
たなか寿司
としお、さくらの家でもある寿司屋。常連客もついている評判の良い店らしい。
看板娘のさくらにちょっかいを出したり、さくらの男性関係を噂したがる客には多量のワサビ入り寿司を出したり、包丁まで飛んできたりする。
常連客には『天使な小悪魔』のキャラクターもいる。
高校
さくらやレイ、健太らが通う高校。

## 行事・イベント
勉強会
学校でテスト前の時期に、図書室を使って行なう予習復習の勉強会。成績の良くないさくらに、成績の良いレイとみっちゃんが先生役になって勉強を教えることになる。
バレンタインデー
料理上手なみっちゃんの指導のもと、さくらもチョコレートを手作りして、としおやレイ、健太に贈るが、すべて義理チョコと言って贈るため、レイにとっては複雑な気持ちで迎える日。
としおにとっては娘からのチョコはやはり欲しいが、手作りより市販のチョコのほうが味も安心なので喜んで食べる。
みっちゃんは交際中の男性もいないのか、父親や弟にチョコを贈るが、遠子は資産家の息子である同級生に贈り、翌月のホワイトデーを含めてかなりの計算高さを見せる。
鰍に至っては、学生時代にとしおが他の女生徒からもらった義理チョコを勝手にむさぼり食ったという過去を持っている。
クリスマス
家が寿司屋の田中家でもクリスマスパーティーを行う。さくらの手作りフルコース料理を毎年としおが我慢して食べていたが、レイを招待するようになってからは、2人で競う大食い我慢大会の様相も呈する。
食後に2人で飲む胃薬が一服のオアシスだが、その後さくらの手作りケーキまで片づけることになる。
デート
さくらがレイ、あるいは健太と遊園地や水族館に遊びに行く日のことであるが、さくらにとってはデートというつもりはまったくなく、単純に遊びを楽しむだけの一日。
それでもお相手にとっては2人きりでデートのつもりのはずだったが、実際はとしおや遠子にみっちゃん達がこっそり尾行してきて、結局普段と同じ顔ぶれが全員ぞろぞろ並んで動くことになる。

## 単行本
- 芳原のぞみ『さくらんぼ。』 芳文社〈まんがタイムコミックス〉、全3巻
  1. 2009年9月22日第1刷発行（2009年9月7日発売）、ISBN 978-4-8322-6773-2
  2. 2010年10月22日第1刷発行（2010年10月7日発売）、ISBN 978-4-8322-6895-1
  3. 2012年2月22日第1刷発行（2012年2月7日発売）、ISBN 978-4-8322-5045-1